# Rugby Club Waterland

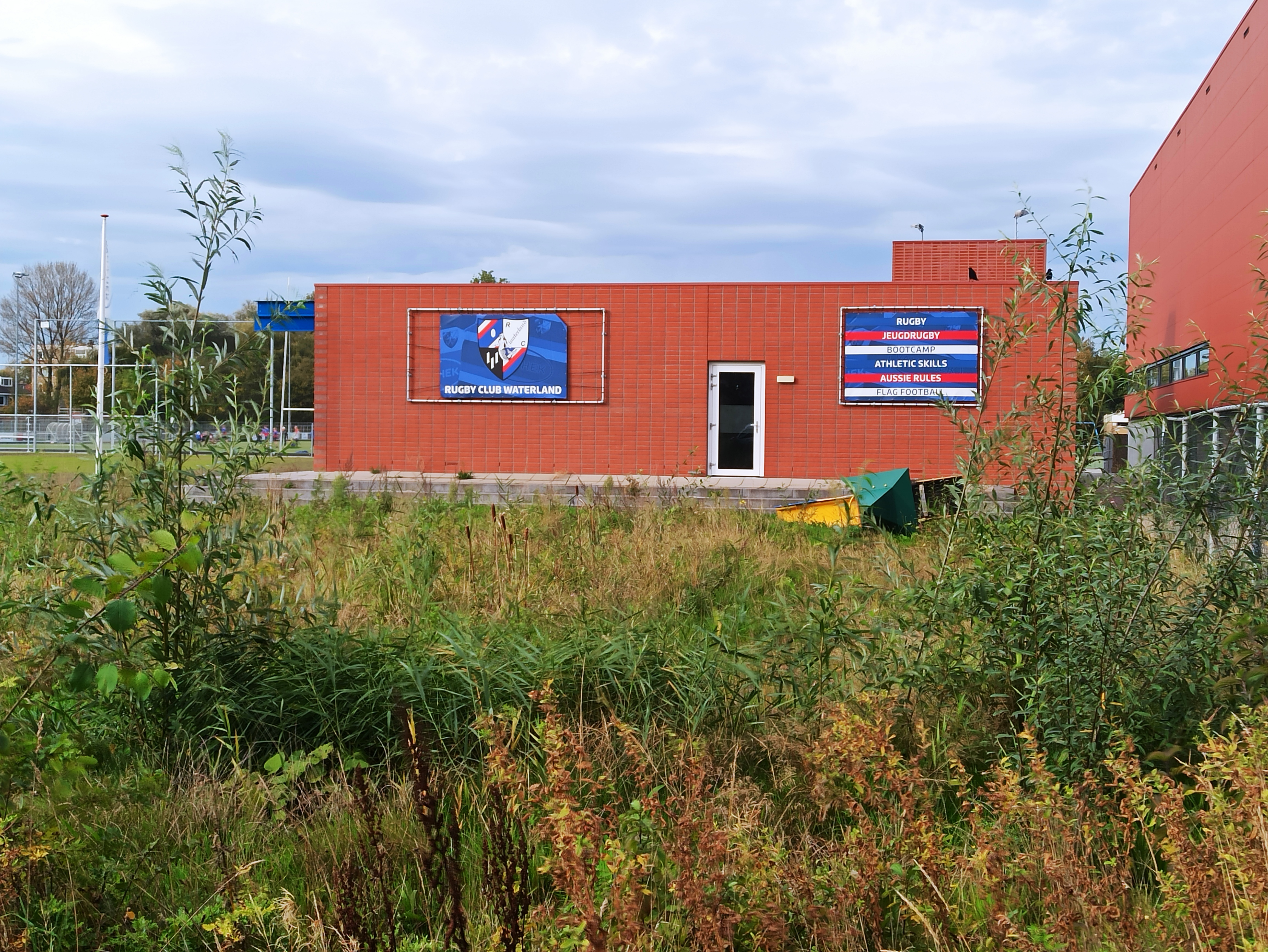
Rugby Club Waterland

Rugby Club Waterland is een rugbyclub uit Purmerend. De club speelt Rugby Union.

## Geschiedenis
Rugby Club Waterland is opgericht op 26 augustus 1983, de club speelde toen op het D-veld van de Purmerendse voetbalclub VV De Wherevogels. Een jaar later werd een houten keet omgebouwd tot het eerste clubgebouw. In 1988 is de club verhuisd naar de huidige locatie aan de Van IJsendijkstraat. In 2021 deed de club zijn intrek in een nieuw clubgebouw op hetzelfde sportcomplex i.v.m de bouw van multifunctionele sporthal De Beuk.
De club heeft sinds 1994 een eigen jeugdafdeling en sinds 2005 ook een damesteam en vanaf 2017 twee damesteams.

## Kleuren en Logo
De clubkleuren van Rugby Club Waterland zijn rood wit blauw. In het clublogo kun je de clubkleuren terugvinden, maar ook een zeemeermin die symbool staat voor de woordencombinatie 'water' en 'land'. Verder staan er drie vishaken in het logo, deze zijn ook in het wapen van Purmerend opgenomen.

## Teams
Rugby Club Waterland heeft anno 2019 drie mannen- en twee vrouwenteams. In de jeugd heeft het in alle leeftijdscategorieën minstens één team.
Naast het rugbyen heeft de club ook mogelijkheden voor bootcamp en touch rugby.

### Heren
- Heren 1 speelt sinds 2020 in de 1e klasse; van 2012 tot 2020 speelde het team in de Ereklasse (hoogste niveau in Nederland). In het seizoen 2017/ 2018 werd de 5e plaats van Nederland behaald;
- Heren 2 speelt sinds 2012 in de 3e klasse noord west;
- Heren 3 speelt in de 4e klasse noord-west.

### Dames
- Dames 1 kwam in seizoen 2016/ 2017 uit in de ereklasse na promotie in seizoen 2015/2016. In het seizoen 2017/ 2018 werd de 5e plaats van Nederland behaald;
- In het seizoen 2017/ 2018 is er een tweede damesteam opgericht. Dames 2 kwam in het seizoen 2018/2019 uit in de 3e klasse en is aan het eind van dat seizoen gepromoveerd naar de 2e klasse;
- Vanaf het seizoen 2018/ 2019 speelt het eerste damesteam onder de naam RCW JuRo Unirek in de De Giro Ereklasse. In het seizoen 2018/ 2019 werd de 3e plaats van Nederland behaald.